# وولفگانگ زلر
وولفگانگ زلر (آلمانی: Wolfgang Zeller; ۱۲ سپتامبر ۱۸۹۳ – ۱۱ ژانویهٔ ۱۹۶۷) آهنگساز فیلم اهل آلمان بود.

## فیلم‌شناسی
- ماجراهای شاهزاده احمد (۱۹۲۶)
- سرزمین بی زن (۱۹۲۹)
- دوشیزه اروپا (۱۹۳۰)
- خون‌آشام (۱۹۳۲)
- زندانی پادشاه (۱۹۳۵)
- روبرت کخ (۱۹۳۹)
- زوس یهودی (۱۹۴۰)
- سرنگتی نباید بمیرد (۱۹۵۹)